# District Heights
District Heights és una població dels Estats Units a l'estat de Maryland. Segons el cens del 2000 tenia 5.958 habitants.

## Demografia
Segons el cens del 2000, District Heights tenia 5.958 habitants, 2.070 habitatges, i 1.538 famílies. La densitat de població era de 2.556 habitants per km².
Dels 2.070 habitatges en un 38,3% hi vivien nens de menys de 18 anys, en un 39,6% hi vivien parelles casades, en un 28,2% dones solteres, i en un 25,7% no eren unitats familiars. En el 22,1% dels habitatges hi vivien persones soles el 5% de les quals corresponia a persones de 65 anys o més que vivien soles. El nombre mitjà de persones vivint en cada habitatge era de 2,88 i el nombre mitjà de persones que vivien en cada família era de 3,36.
Per edats la població es repartia de la següent manera: un 30,8% tenia menys de 18 anys, un 8,3% entre 18 i 24, un 29,3% entre 25 i 44, un 23,6% de 45 a 60 i un 8% 65 anys o més.
L'edat mediana era de 34 anys. Per cada 100 dones de 18 o més anys hi havia 76,1 homes.
La renda mediana per habitatge era de 52.331 $ i la renda mediana per família de 61.220 $. Els homes tenien una renda mediana de 37.129 $ mentre que les dones 32.443 $. La renda per capita de la població era de 21.190 $. Entorn del 4,5% de les famílies i el 5,9% de la població estaven per davall del llindar de pobresa.

## Poblacions més properes
El següent diagrama mostra les poblacions més properes.